# M. A. Wazed Miah
M. A. Wazed Miah, né le 16 février 1942 dans l'upazila de Pirganj au Bangladesh et mort le 9 mai 2009 à Dhaka, est un physicien nucléaire ; il était l'époux de Sheik Hasina, première ministre du Bangladesh.